# レオ・サンタ・クルス
レオ・サンタ・クルス（英: Leo Santa Cruz、1988年8月10日 - ）は、メキシコのプロボクサー。ミチョアカン州ウエタモ出身。元IBF世界バンタム級王者。元WBC世界スーパーバンタム級王者。元WBA世界フェザー級スーパー王者。元WBA世界スーパーフェザー級スーパー王者。世界4階級制覇王者。
父のアントニオ・サンタクルスがトレーナーを務めている。兄は元WBC世界ライト級暫定王者ホセ・アルマンド・サンタクルス。

## 来歴

### アマチュア時代
2006年、全米選手権にバンタム級（54kg）で出場し、決勝でゲーリー・ラッセル・ジュニアに僅差で敗れた。

### プロ時代

#### バンタム級
2011年11月26日、メキシコシティにてホルヘ・ロメロ（メキシコ）と対戦し、3回TKO勝ちを収めた。 
2012年6月2日、スタブハブ・センターでヴィシー・マリンガ（南アフリカ）とIBF世界バンタム級王座決定戦を行い、12回3-0（2者が120-108、119-109）の判定勝ちを収め王座を獲得した。
2012年9月15日、MGMグランド・ガーデン・アリーナで元世界2階級制覇王者のエリック・モレル（プエルトリコ）と対戦し、モレルが5回終了時に棄権したため、初防衛に成功した。
2012年11月10日、ロサンゼルスにあるステイプルズ・センターでWBA世界スーパーフライ級12位のビクトル・ザラテ（メキシコ）と対戦し、9回1分42秒TKO勝ちを収め、2度目の防衛に成功した。
2012年12月15日、ロサンゼルスにあるロサンゼルス・スポーツ・アリーナでアルベルト・ゲバラ（メキシコ）と対戦し、12回3-0（116-112、118-110、119-109）の判定勝ちを収め3度目の防衛に成功した。
2013年2月11日、IBF世界バンタム級王座を返上した。

#### スーパーバンタム級
2013年5月4日、MGMグランド・ガーデン・アリーナで元WBA世界スーパーフライ級王者のアレクサンデル・ムニョスとUSBA全米スーパーバンタム級王座決定戦を行い、5回1分5秒、ムニョスのセコンドがタオルを投入したため王座獲得に成功した。
2013年5月31日、WBC世界スーパーバンタム級王者ビクトル・テラサスとのタイトルマッチの興行権の入札で、サンタ・クルス陣営のゴールデンボーイ・プロモーションズがテラサス陣営のサンファル・プロモーションズに勝利し興行権を獲得した。
2013年8月24日、スタブハブ・センターでWBC世界スーパーバンタム級王者ビクトル・テラサスと対戦し、3回2分9秒TKO勝ちを収め2階級制覇を達成した。 
2013年11月30日、セサール・セダと対戦する予定だったが大会が中止となり同年12月14日に延期となった。
2013年12月14日、テキサス州サンアントニオのアラモドームでセサール・セダと対戦し、12回3-0（116-111、115-112、117-110）の判定勝ちを収め、初防衛に成功した。
2014年3月8日、MGMグランド・ガーデン・アリーナで元WBAスーパー・WBC世界スーパーフライ級王者のクリスチャン・ミハレスと対戦し、12回3-0（2者が120-108、119-109）の判定勝ちを収め、2度目の防衛に成功した。
2014年9月13日、MGMグランド・ガーデン・アリーナでWBC世界バンタム級12位のマヌエル・ローマンと対戦し、2回55秒TKO勝ちを収め3度目の防衛に成功した。
2015年1月17日、MGMグランド・ガーデン・アリーナでWBC世界フェザー級14位のヘスス・ルイスと対戦し、8回29秒TKO勝ちを収め4度目の防衛に成功した。
2015年2月5日、オスカー・デ・ラ・ホーヤがサンタ・クルスの契約をアル・ヘイモンへ売却したことで、ゴールデンボーイ・プロモーションズから離脱した。その後ヘイモンと絶対的信頼関係があるトム・ブラウン率いるTGB・プロモーションズと契約を結んだ。
2015年5月2日、MGMグランド・ガーデン・アリーナでホセ・カイェターノとフェザー級契約で対戦し、10回3-0（3者とも100-90）の判定勝ちを収めた。

#### フェザー級
2015年8月29日、ステイプルズ・センターで元世界3階級制覇王者でWBA世界フェザー級2位のアブネル・マレスとWBA世界フェザー級スーパー王座決定戦を行い、12回2-0（114-114、2者が117-111）の判定勝ちを収め3階級制覇を達成、WBCダイヤモンド王座も獲得した。なおこの試合はESPNで放送されたが、同局が放送したボクシング中継では1998年2月以来最高となる121万7000人の平均視聴者数を記録した。9月7日、WBCの2015年9月度の月間MVPに選出された。9月11日、WBAの2015年8月度の月間MVPに選出された。
2015年11月2日、WBC世界スーパーバンタム級王座を返上した。
2016年2月27日、アナハイムのホンダ・センターで元IBF世界スーパーバンタム級王者でWBA世界フェザー級8位のキコ・マルチネスと対戦し、5回2分9秒TKO勝ちを収め初防衛に成功した。
2016年7月30日、バークレイズ・センターで元IBF世界スーパーバンタム級王者でWBA世界フェザー級3位のカール・フランプトンと対戦し、プロ初黒星となる12回0-2（114-114、112-116、111-117）の判定負けを喫し2度目の防衛に失敗、王座から陥落した。この試合でサンタ・クルスは100万ドル(約1億円)、フランプトンは50万ドル(約5千万円)のファイトマネーを稼いだ。
2017年1月28日、MGMグランド・ガーデン・アリーナでWBA世界フェザー級スーパー王者のカール・フランプトンとダイレクトリマッチで再戦し、12回2-0（115-113×2、114-114）の判定勝ちを収め6ヵ月ぶりとなる王座に返り咲いた。この試合でサンタ・クルスは90万ドル(約1億円)、フランプトンは100万ドル(約1億1千万円)のファイトマネーを稼いだ。2月7日、WBAの2017年1月度の月間MVPに選出された。
2017年10月14日、スタブハブ・センターでWBA世界フェザー級11位のクリス・アバロスと対戦し、8回1分34秒TKO勝ちを収め初防衛に成功した。
2017年10月20日、WBAはWBA世界フェザー級スーパー王者のサンタ・クルスと同級レギュラー王者のアブネル・マレスに対し、同年11月6日までに団体内王座統一戦を行うことで合意するよう指令を出した。
2018年6月9日、ステイプルズ・センターにてWBA世界フェザー級レギュラー王者アブネル・マレスと2年9ヵ月ぶりの再戦となる団体内王座統一戦を行い、12回3-0（115-113、116-112、117-111）の判定勝ちを収め団体内王座統一による2度目の防衛に成功した 。この試合でサンタ・クルスは100万ドル（約1億1千万円）、マレスは75万ドル（約8100万円）のファイトマネーを稼いだ。
2019年2月16日、マイクロソフト・シアターにてWBA世界フェザー級11位のラファエル・リベラと対戦し、12回3-0（3者共119-109）判定勝ちを収めて3度目の防衛に成功した。当初はミゲル・フローレスと対戦する予定だったが、1ヵ月前に負傷欠場となりリベラに変わっての試合だった。

#### スーパーフェザー級
2019年11月23日、MGMグランド・ガーデン・アリーナでフェザー級スーパー王座に在位したままWBA世界スーパーフェザー級2位のミゲル・フローレスとWBA世界スーパーフェザー級スーパー王座決定戦を行い、12回3-0（115-112、117-110×2）の判定勝ちを収め4階級制覇を達成した。この試合でサンタ・クルスは75万ドル（約8100万円）、フローレスは10万ドル（約1100万円）のファイトマネーを稼いだ。
2020年10月31日、テキサス州のアラモドームにて、スーパーフェザー級契約の試合であったが、ライト級とスーパーフェザー級の階級の違う2つの世界王座が同時に懸けられた極めて異例の試合で、WBA世界ライト級レギュラー王者のジャーボンテイ・デービスと対戦し、強烈な左アッパーで失神する6回2分40秒KO負けを喫してスーパーフェザー級王座の初防衛に失敗し王座陥落すると同時に、ライト級王座を獲得しての5階級制覇にも失敗した。

#### フェザー級に復帰
2021年12月13日、サンタ・クルスは2019年2月にラファエル・リベラを相手に防衛戦を行って以来3年間近くWBAフェザー級スーパー王座の防衛戦を行っていなかったため（同王座の指名試合を最後に行ったのは2018年6月）、WBAからフェザー級スーパー王座の防衛戦を行うつもりがあるのか意思の確認を求められ、サンタ・クルスはWBAに王座防衛の意思を伝えるとともに、同級レギュラー王者リー・ウッド対マイケル・コンランの勝者と団体内王座統一戦を行う事を確約した。
2022年2月5日、約1年3か月ぶりの試合をミケロブ・ウルトラ・アリーナでIBOインターナショナルフェザー級王者のキーナン・カルバハルとスーパーフェザー級10回戦を行い10回3-0（3者共100-90）の判定勝ちを収めた。なお試合はWBCピーススーパーフェザー級王座決定戦を認定していた為、サンタ・クルスがピース王座を獲得した。
2022年7月19日、サンタ・クルス陣営がWBAにWBC世界フェザー級王者レイ・バルガスと統一戦を行う事を特別許可するよう申請するが、WBAは特別許可を拒否して、レギュラー王者リー・ウッドと対戦するよう命令した。しかし、その後WBAは方針を変え、サンタ・クルスにWBC世界フェザー級王者レイ・バルガスとの統一戦を、リー・ウッドにマウリシオ・ララとの防衛戦を行うことを許可し、同時に、試合の勝者同士が対戦することを義務付けた。しかし、リー・ウッドがトレーニング中に負傷して2022年9月24日に予定されていたマウリシオ・ララとの防衛戦が延期されると、WBAはサンタ・クルスがフェザー級スーパー王座の防衛戦を3年以上行っていないとして、再びサンタ・クルスとレギュラー王者リー・ウッドの両者に対戦するよう指令した。
2022年12月12日、レギュラー王者リー・ウッドとの指名試合の入札が行われる予定だった数時間前にWBA世界フェザー級スーパー王座を返上した。

## 戦績
- アマチュアボクシング： 155戦 148勝 7敗
- プロボクシング: 41戦38勝(19KO) 2敗 1分

| 戦           | 日付           | 勝敗 | 時間     | 内容    | 対戦相手                   | 国籍             | 備考                                                                        |
| ------------ | -------------- | ---- | -------- | ------- | -------------------------- | ---------------- | --------------------------------------------------------------------------- |
| 1            | 2006年10月13日 | ☆    | 2R 1:56  | KO      | ペドロ・シルバ             | メキシコ         | プロデビュー戦                                                              |
| 2            | 2007年1月5日   | △    | 4R       | 判定1-1 | ロドリゴ・エルナンデス     | アメリカ合衆国   |                                                                             |
| 3            | 2007年10月5日  | ☆    | 4R       | 判定3-0 | ジョセフ・リオス           | アメリカ合衆国   |                                                                             |
| 4            | 2007年11月23日 | ☆    | 4R       | 判定3-0 | エルトン・ダーリー         | アメリカ合衆国   |                                                                             |
| 5            | 2008年1月4日   | ☆    | 2R 1:06  | KO      | ホセ・パチェコ             | メキシコ         |                                                                             |
| 6            | 2008年3月28日  | ☆    | 4R       | 判定3-0 | ダニエル・ケベド           | メキシコ         |                                                                             |
| 7            | 2008年7月25日  | ☆    | 6R       | 判定3-0 | ギノ・エスカミラ           | アメリカ合衆国   |                                                                             |
| 8            | 2008年9月19日  | ☆    | 4R       | 判定3-0 | アドリアン・アレマン       | アメリカ合衆国   |                                                                             |
| 9            | 2009年3月7日   | ☆    | 6R       | 判定3-0 | ホセ・ガルシア・ベルナル   | コロンビア       |                                                                             |
| 10           | 2009年7月10日  | ☆    | 6R       | 判定3-0 | ジョナサン・ベラルデス     | アメリカ合衆国   |                                                                             |
| 11           | 2009年8月22日  | ☆    | 6R       | 判定3-0 | ロベルト・ダルス           | アメリカ合衆国   |                                                                             |
| 12           | 2009年11月3日  | ☆    | 1R 1:22  | KO      | フリオ・バラデス           | メキシコ         |                                                                             |
| 13           | 2009年12月17日 | ☆    | 3R 2:17  | TKO     | ファン・ホセ・ベルトラン   | メキシコ         |                                                                             |
| 14           | 2010年6月3日   | ☆    | 3R 1:35  | TKO     | ホセ・アンヘル・コタ       | メキシコ         |                                                                             |
| 15           | 2010年10月21日 | ☆    | 1R 1:14  | TKO     | ジェームス・オーウェンズ   | アメリカ合衆国   |                                                                             |
| 16           | 2011年3月26日  | ☆    | 6R       | KO      | シュテファーヌ・ジャモエ   | ベルギー         | WBCユース・世界バンタム級暫定王座決定戦                                     |
| 17           | 2011年6月3日   | ☆    | 5R 2:35  | KO      | ホセ・ロペス               | プエルトリコ     |                                                                             |
| 18           | 2011年7月30日  | ☆    | 11R 1:58 | TKO     | エバート・ブリセノ         | ニカラグア       | WBCユース防衛1                                                              |
| 19           | 2011年11月26日 | ☆    | 3R 1:10  | TKO     | ホルヘ・ロメロ             | メキシコ         |                                                                             |
| 20           | 2012年1月21日  | ☆    | 4R 0:10  | TKO     | アレハンドロ・エルナンデス | メキシコ         |                                                                             |
| 21           | 2012年6月2日   | ☆    | 12R      | 判定3-0 | ヴィシー・マリンガ         | 南アフリカ共和国 | IBF世界バンタム級王座決定戦                                                 |
| 22           | 2012年9月15日  | ☆    | 5R 終了  | TKO     | エリック・モレル           | プエルトリコ     | IBF防衛1                                                                    |
| 23           | 2012年11月10日 | ☆    | 9R 1:42  | TKO     | ビクトル・サレタ           | メキシコ         | IBF防衛2                                                                    |
| 24           | 2012年12月15日 | ☆    | 12R      | 判定3-0 | アルベルト・ゲバラ         | メキシコ         | IBF防衛3                                                                    |
| 25           | 2013年5月4日   | ☆    | 5R 1:05  | TKO     | アレクサンデル・ムニョス   | ベネズエラ       | USBA全米スーパーバンタム級王座決定戦                                        |
| 26           | 2013年8月24日  | ☆    | 3R 2:09  | TKO     | ビクトル・テラサス         | メキシコ         | WBC世界スーパーバンタム級タイトルマッチ                                     |
| 27           | 2013年12月14日 | ☆    | 12R      | 判定3-0 | セサール・セダ             | プエルトリコ     | WBC防衛1                                                                    |
| 28           | 2014年3月8日   | ☆    | 12R      | 判定3-0 | クリスチャン・ミハレス     | メキシコ         | WBC防衛2                                                                    |
| 29           | 2014年9月13日  | ☆    | 2R 0:55  | TKO     | マヌエル・ローマン         | メキシコ         | WBC防衛3                                                                    |
| 30           | 2015年1月17日  | ☆    | 8R 0:29  | TKO     | ヘスス・ルイス             | メキシコ         | WBC防衛4                                                                    |
| 31           | 2015年5月2日   | ☆    | 10R      | 判定3-0 | ホセ・カイェターノ         | メキシコ         |                                                                             |
| 32           | 2015年8月29日  | ☆    | 12R      | 判定2-0 | アブネル・マレス           | メキシコ         | WBA世界フェザー級スーパー王座決定戦 WBC世界フェザー級ダイヤモンド王座決定戦 |
| 33           | 2016年2月20日  | ☆    | 5R 2:09  | TKO     | キコ・マルチネス           | スペイン         | WBA防衛1                                                                    |
| 34           | 2016年7月30日  | ★    | 12R      | 判定0-2 | カール・フランプトン       | イギリス         | WBA陥落                                                                     |
| 35           | 2017年1月28日  | ☆    | 12R      | 判定2-0 | カール・フランプトン       | イギリス         | WBAスーパー・世界フェザー級タイトルマッチ                                   |
| 36           | 2017年10月14日 | ☆    | 8R 1:34  | KO      | クリス・アバロス           | アメリカ合衆国   | WBA防衛1                                                                    |
| 37           | 2018年6月9日   | ☆    | 12R      | 判定3-0 | アブネル・マレス           | メキシコ         | WBA世界フェザー級王座統一戦 WBA防衛2                                        |
| 38           | 2019年2月16日  | ☆    | 12R      | 判定3-0 | ラファエル・リベラ         | メキシコ         | WBA防衛3                                                                    |
| 39           | 2019年11月23日 | ☆    | 12R      | 判定3-0 | ミゲル・フローレス         | メキシコ         | WBA世界スーパーフェザー級スーパー王座決定戦                                 |
| 40           | 2020年10月31日 | ★    | 6R 2:40  | KO      | ジャーボンテイ・デービス   | アメリカ合衆国   | WBA世界ライト級タイトルマッチ WBA陥落（スーパーフェザー級）                 |
| 41           | 2022年2月5日   | ☆    | 10R      | 判定3-0 | キーナン・カルバハル       | アメリカ合衆国   | WBCピーススーパーフェザー級王座決定戦                                       |
| テンプレート |                |      |          |         |                            |                  |                                                                             |

## 獲得タイトル
- WBC世界バンタム級暫定ユース王座（防衛1=返上）
- USBA全米スーパーバンタム級王座
- IBF世界バンタム級王座（防衛3=返上）
- WBC世界スーパーバンタム級王座（防衛4）
- WBA世界フェザー級スーパー王座（防衛1）
- WBC世界フェザー級ダイヤモンド王座
- WBA世界フェザー級スーパー王座（防衛3=返上）
- WBA世界スーパーフェザー級スーパー王座（防衛0）
- WBCピーススーパーフェザー級王座

## ペイ・パー・ビュー売上げ
| 日付           | イベント                                      | 売上げ             | テレビ局 |
| -------------- | --------------------------------------------- | ------------------ | -------- |
| 2020年10月31日 | ガーボンタ・デービス vs. レオ・サンタ・クルス | 20万件 - 22万5千件 | Showtime |